# 窓口基
窓 口基（まど ぐちもと）は、日本の漫画家。東京都在住。

## 経歴・人物
2012年、同人サークル「ムカデ島」として活動を開始。2014年2月にイラストレーターとしてデビュー。2017年から商業媒体にて漫画家として活動を開始した。

## 作品リスト

### 単行本
短篇集
- 『カニバリズム!』(ムーグコミックス、2018年9月)[1] ISBN 978-4-86297-806-6

長篇
- 『東京入星管理局』シリーズ (MeDu COMICS)
  1. 01（2019年6月）ISBN 978-4-8148-0185-5
  2. 02（2020年10月）ISBN 978-4-8236-0086-9
  3. 03（2022年4月）ISBN 978-4-8236-0299-3
- 『冒険には、武器が必要だ! こだわりルディの鍛冶屋ぐらし』（双葉社アクション・コミックス）
  1. （2024年8月）ISBN 978-4-575-85992-8
  2. （2025年3月）ISBN 978-4-575-86066-5
- 『多良さんのウワサ』シリーズ (MeDu COMICS)
  1. （2024年11月）ISBN 978-4-8236-0763-9

### アンソロジー収録作品
「」内が窓の作品
- 『ULTRAMAN 公式アンソロジー』（ヒーローズコミックス、2019年4月） 「ビットアウト! ニューヒーロー…!?」
- 『メイドインアビス公式アンソロジー第三層 白笛たちのユウウツ』（バンブーコミックス、2020年7月） 「彼女の居場所」

### その他
- てにをは『ひゅうおどろ 煤川石坐の怪異譚』(KADOKAWA、2014年2月) - 表紙・本文イラスト
- 宮澤伊織『神々の歩法』(創元SF文庫、2024年10月) - 表紙・本文イラスト